# Cắt caracara đầu vàng
Caracara đầu vàng (danh pháp hai phần: Milvago chimachima) là một loài chim săn mồi trong họ Cắt. Caracara đầu vàng phân bố ở các khu vực nhiệt đới và cận nhiệt đới Nam Mỹ và phần phía nam của Trung Mỹ. Không giống các loài trong họ, nó không phải là loài săn mồi bay tốc độ cao mà là loài ăn xác thối. Loài này có chiều dàu 41–46 cm và cân nặng trung bình 325 g. Giống như nhiều loài chim săn mồi khác, con mái lớn hơn con trống, con mái nặng từ 310–360 g (11–13 oz) so với con trống 280–330 g (9,9–11,6 oz). Ngoài khác nhau về trọng lượng, bề ngoài con trống và con mái giống nhau. Nó có cánh rộng và đuôi dài.

## Phân loại
Louis Jean Pierre Vieillot lần đầu tiên miêu tả loại chim cắt caracara đầu vàng vào năm 1816, ông ấy đặt tên khoa học của loài ấy là Polyborus chimachima, đặt vào giống chim caracara có mào. Năm 1824, nhà tự nhiên học người Đức Johann Baptist von Spix sáng tạo ra giống loại Milvago cho loài này và nó gần giống họ chim Milvago chimango.

## Miêu tả
Loài chim caracara đầu vàng này có chiều dài 41–46 cm (16–18 in) và nặng trung bình 325 g. Giống các giống chim săn mồi khác, loài cái (310–360g) thường nặng hơn loài đực (280–330g). Tuy có sự khác nhau về kích cỡ, nhưng không có sự dị hình giới tính nào rõ ràng giữa 2 giới. Sở hữu cánh rộng và đuôi dài, theo cách nào đó giống với loài chim Buteo nhỏ. Chim trưởng thành có đầu to và một vệt đen sau mắt. Và phần người dưới to. Phần lông lông trên có màu nâu với đốm lớn màu xanh xám nổi bật trên phần lông bay của cánh. Cái đuôi thì có vạch kẻ dọc màu kem và nâu. Đầu và phần dưới của con chưa trưởng thành có vằn màu nâu đậm.
Tiếng kêu của chúng là tiếng kêu schreee đặc trưng.

## Phân bố môi trường sống
Loài chim này thường sống ở vùng trảng cỏ, đầm lầy hoặc trong rừng. Phân bố nhiều trong khoảng phía Nam Costa Rica, xuyên qua Trinidad và Tobago rồi tới phía bắc Argentina(các tỉnh Misiones, Chaco, Formosa, Corrientes và Santa Fe), thường được tìm thấy ở trên mực nước biển từ 1,800m và thỉnh thoảng cũng ở trên mực nước biển 2,600m. Ở miền nam Nam Mỹ, chúng được thế chỗ bởi người họ hàng gần gũi Milvago chimango có phạm vi trùng với loài chim caracara đầu vàng ở miền nam Brazil, bắc Argentina, Paraguay và Uruguay. Một loài sinh vật có kích cơ lớn hơn với thân hình tròn trịa hơn trong nhóm những loài cổ sinh là Milvago chimachima readei, xuất hiện lần đầu tiên ở Florida và có thể ở những nơi khác cách đây hàng chục nghìn năm trong Pleistocen muộn. Theo cơ sở dữ liệu của Quỹ Peregrine, loài caracara đầu vàng đang mở rộng phạm vi sang Nicaragua.

## Hành vi sinh thái học
Caracara đầu vàng là loài động vật ăn tạp, chúng sẽ ăn các loài bò sát, lưỡng cư và các động vật nhỏ cũng như ăn xác động vật. Các chú chim hiếm khi bị bắt và loài này sẽ không kêu gọi những tiếng cảnh báo từ các đàn kiếm ăn gồm nhiều loài khác nhau đi ngang qua nó ngay cả trong điều kiện môi trường sống thoáng đãng. Chúng cũng đồng thời loại bỏ và ăn bọ ve từ gia súc và heo vòi Baird (Tapirus bairdii), vậy nên đôi khi chúng được gọi là chim ăn bọ ve. Người ta cũng quan sát thấy rằng chúng thường thường tìm kiếm các loài động vật nhỏ không xương sống trong bộ lông của con lười họng nâu và loài Chuột lang nước. Ngoài ra, ít nhất những con chim non cũng thích một số loại trái cây, chẳng hạn như cây cọ dầu (Elaeis guineensis) và trái pequi (Caryocar Brasiliense). Chúng đẻ từ năm đến bảy quả trứng có dấu màu nâu trong vào ổ trên cây.
Caracara đầu vàng được hưởng lợi từ việc phá rừng để chăn nuôi gia súc. Tình trạng của loài này ở Trinidad đã chuyển từ hiếm thành khá phổ biến, và được nhìn thấy lần đầu tiên ở Tobago vào năm 1987. Chúng dễ dàng thích nghi với các đô thị và cùng với các loài như kền kền đen (Coragyps atratus), chúng trở thành một trong những loài chim săn mồi thường thấy nhất ở các thành phố Mỹ Latinh. Do đó, loài có phạm vi rộng này đã được xếp vào mức độ rủi ro thuộc loại ít cần lo ngại nhất trong Sách đỏ IUCN. Ví dụ ở thành phố Panama, do sự phát triển của đô thị ngày càng gia tăng, các cặp caracara đầu vàng thường được nhìn thấy dọc theo các mái nhà ở các khu dân cư ngoại ô.